# Triskell Software
Triskell Software es una empresa europea de software con sede en Madrid, España. Fundada en 2011, la compañía ofrece herramientas en la nube para la gestión de portafolios de proyectos (PPM) y la ejecución estratégica, dirigidas a organizaciones medianas y grandes.
En 2024, Triskell lanzó la Triskell Ready Suite, un conjunto de soluciones preconfiguradas orientadas a funciones como la gobernanza de TI, el desarrollo de productos y la planificación estratégica. La empresa ha expandido sus operaciones en Europa y América del Norte, y presta servicios a clientes en sectores como las finanzas, la manufactura y los servicios públicos.
La empresa ha sido reconocida en múltiples informes del sector. Fue nombrada Proveedor Representativo en la Guía del Mercado de Gartner para Herramientas de Planificación Ágil Empresarial (2024, 2025) y también citada en la Guía del Mercado de Gartner para Herramientas de Gestión de Portafolios de Aplicaciones (2023). En 2021, fue incluida en el Informe de Herramientas de Gestión Estratégica de Portafolios de Forrester.